# Добрый доктор
Добрый доктор ― мюзикл американского драматурга Нила Саймона, написанный в 1973 году. Состоит из серии коротких сцен, основанных на рассказах и прочих произведениях русского писателя Антона Павловича Чехова. При этом Саймон также добавил и свои собственные комментарии к ним.

## Постановки
Дебют мюзикла «Добрый доктор» состоялся на Бродвее в театре Юджина О'Нила 27 ноября 1973 года. В репертуаре театр мюзикл находился вплоть до 25 мая 1974 года, и за это время прошло 208 спектаклей и ещё 8 превью. В качестве сценариста выступил Эмануэль Айзенберг, режиссёром был А. Д. Антун. В главных ролях―  Рене Обержонуа, Барнард Хьюз, Марша Мейсон, Кристофер Пламмер, и Фрэнсис Стернхаген.
Фрэнсис Стернхаген выиграла премию «Тони» в номинации «лучшая женская роль в пьесе». Другие участники мюзикла также получили данную премию в четырёх дополнительных номинациях: «лучший звук« (Питер Линк), «лучший актёра в пьесе» (Рене Обержонуа), и «Лучший свет» (Тарон Массер). Клайв Барнс писал в The New York Times, что «во всей пьесе, или, по крайней мере, в некоторых её местах, есть множество забавных моментов. Несмотря на подобную анекдотичность, большинство сцен оканчиваются драматичной кульминацией. Столь необычный мюзикл мистера Саймона, бесспорно, достоин восхищения».
Сам Саймон во время кастингов познакомился с Маршой Мейсон, которая впоследствии стала его женой.
Возобновлённая постановки проводились в театре Плавильного котла, и в театре церкви Риверсайд (оба театра располагаются в Нью-Йорке), в феврале-марте 1998 года. Главные роли сыграли Андре де Шилдс, Джейн Коннелл и Гордон Коннелл.
Телевизионный фильм снят по мотивам пьесы с участием Эдварда Аснера, Ричарда Чемберлена и Марши Мейсон. Премьера состоялась на американском общественном телевидении 8 ноября 1978 года. Рецензент The New York Times отметил, что: «мистер Саймон также включил в произведение специальный фрагмент для своей жены, Марши Мейсон, в котором привлекательная актриса играет каждую из "трёх сестер"... В пресс-релизе было сказано, что трудно определить, где кончается творчество Чехова и начинается творчество Саймона. Это и составляет часть проблемы мюзикла.... Получается неуклюжий баланс между мягкой чеховской сатирой и тонким чувством юмора Саймона. В итоге преимущества стиля обоих драматургов сводятся на нет».

## Сюжет
Безымянный писатель (очевидно, сам Чехов), страдающий от творческого кризиса, рассказывает зрителям несколько своих историй:
- «Чихание» ― один мелкий чиновник расшаркивается в извинениях и получает нервный срыв после того, как случайно чихает во время представления в опере.
- «Гувернантка» ― мать пытается обмануть гувернантку своих детей, лишая её заработной платы, придумывая ей проступки и ущерб, который там должна «компенсировать». Затем мать сообщает ей, что это был тест, который она провалила: мать хотела посмотреть, постоит ли она за себя в этой ситуации.
- «Хирургия» ― пономарь приходит к стоматологу с жалобами на зубную боль, но профессиональное рвение зубного врача начинает пугать пациента.
- «Слишком поздно для счастья» ― пожилой мужчина и женщина поют песню о том, как было бы хорошо посвятить время друг для друга.
- «Соблазнение» ― известный соблазнитель замужних женщин положил глаз на жену своего лучшего друга; при этом сам друг становится невольным соучастником его интриг.
- «Утопленник» ― предприимчивый бродяга притворяется утопленником, чтобы заработать денег, называя своё занятие «морским развлечением».
- «Прослушивание» ― актриса, которая шла четыре дня из Одессы в Москву на прослушивание к Писателю, который ставит пьесу, использует большую часть своего времени на аудиенции, восторгаясь самим писателем
- «Беззащитное существо» ― женщина с нервным расстройством беспокоит больного банкира, вымогая деньги для своего мужа.
- «Организация» ― Писатель вспоминает о том, как его отец берёт его самого, застенчивого 19-летнего парня в бордель, чтобы тот стал мужчиной.
- «Тихая война» (дополнительная сцена) ― два отставных офицера встречаются в парке и обсуждают, какой набор из пяти блюд является идеальным обедом.